# Primera División de Vanuatu 2021
La VFF Champions League 2021 fue la 17.ª edición de la Primera División de Vanuatu. La temporada comenzó el 23 de junio y terminó el 3 de julio.

## Equipos participantes

### Grupo A
- Eraniau FC
- Kraisun FC
- Patvuti FC
- RueRue FC

### Grupo B
- ABM Galaxy FC
- Fanla FC
- Malampa Revivors
- Nere FC

## Fase de grupos
Actualizado el 29 de Junio de 2021.

### Grupo A
| Pos. | Equipo         | Pts. | PJ | PG | PE | PP | GF | GC | Dif. |
| ---- | -------------- | ---- | -- | -- | -- | -- | -- | -- | ---- |
| 1.º  | RueRue FC (Q)  | 9    | 3  | 3  | 0  | 0  | 7  | 0  | 7    |
| 2.º  | Kraisun FC (Q) | 6    | 3  | 2  | 0  | 1  | 4  | 2  | 2    |
| 3.º  | Patvuti FC     | 3    | 3  | 1  | 0  | 2  | 4  | 7  | −3   |
| 4.º  | Eraniau FC     | 0    | 3  | 0  | 0  | 3  | 2  | 8  | −6   |

|  | Playoffs (Q) |

### Grupo B
| Pos. | Equipo               | Pts. | PJ | PG | PE | PP | GF | GC | Dif. |
| ---- | -------------------- | ---- | -- | -- | -- | -- | -- | -- | ---- |
| 1.º  | ABM Galaxy FC (Q)    | 9    | 3  | 3  | 0  | 0  | 20 | 1  | 19   |
| 2.º  | Malampa Revivors (Q) | 6    | 3  | 2  | 0  | 1  | 8  | 7  | 1    |
| 3.º  | Nere FC              | 3    | 3  | 1  | 0  | 2  | 5  | 12 | −7   |
| 4.º  | Fanla FC             | 0    | 3  | 0  | 0  | 3  | 7  | 20 | −13  |

|  | Playoffs (Q) |

## Playoffs

### Semifinales
| Local         | Resultado | Visita           |
| ------------- | --------- | ---------------- |
| RueRue FC     | 1 - 0     | Malampa Revivors |
| ABM Galaxy FC | 2 - 1     | Kraisun FC       |

### Tercer Lugar
| Local            | Resultado | Visita     |
| ---------------- | --------- | ---------- |
| Malampa Revivors | 1 - 3     | Kraisun FC |

### Final
| Local     | Resultado | Visita            |
| --------- | --------- | ----------------- |
| RueRue FC | 0 - 3     | ABM Galaxy FC (C) |

| Bandera de Vanuatu                |
| Campeón ABM Galaxy FC 2.do título |